# Alexandrina van Donkelaar-Vink
Alexandrina (Xandrien) van Donkelaar-Vink (Vlaardingerambacht, 31 januari 1895 – Bunnik, 19 mei 2006) was vanaf 30 augustus 2005 de oudste inwoner van Nederland, na het overlijden van Henny van Andel-Schipper. Zij heeft deze titel 262 dagen gedragen.
Xandrien Vink werd opgeleid tot kostuumnaaister en trouwde op 21 juni 1916 te Rotterdam met Jacobus (Koos) van Donkelaar. Het echtpaar kreeg vier kinderen. Twee dochters en een zoon heeft ze overleefd: die werden respectievelijk 26, 65 en 70 jaar.
Tussen 1925 en 1931 woonde het gezin op Curaçao, daarna vervolgens nog in Baarn, Hilversum en Utrecht. In 1951 overleed haar echtgenoot. Haar levensavond bracht zij door in het zorgcentrum Bunninchem in de Utrechtse plaats Bunnik. De laatste jaren van haar leven was ze nagenoeg blind en doof.
Van Donkelaar-Vink was de zevende Nederlander ooit die de leeftijd van 111 jaar bereikte. Toen ze overleed, was ze de op twee na oudste Nederlander aller tijden. Op de lijst van gevalideerde personen uit de gehele wereld van ten minste 110 jaar oud stond zij op dat ogenblik op plaats 35.
Van Donkelaar-Vink overleed op de leeftijd van 111 jaar en 108 dagen. Haar opvolgster als oudste Nederlander was Grietje Jansen-Anker.